# 長田村 (岡山県)
長田村（おさだそん）は、岡山県御津郡にあった村。現在の加賀郡吉備中央町の一部にあたる。

## 地理
旭川支流・豊岡川（恩木川）と宇甘川の流域、吉備高原の浸食小起伏面上と開析谷に位置していた。

## 歴史
- 1889年（明治22年）6月1日、町村制の施行により、津高郡下土井村、富永村、和田村、井原村が合併して村制施行し、長田村が発足[1][2]。旧村名を継承した下土井、富永、和田、井原の4大字を編成[2]。
- 1900年（明治33年）4月1日、郡の統合により御津郡に所属[1][2]。
- 1922年（大正11年）井原小作組合が結成され、翌年、小作料減額の小作争議が起こった[2]。
- 1955年（昭和30年）3月31日、御津郡円城村、津賀村、豊岡村、新山村と合併し、町制施行し加茂川町を新設して廃止された[1][2]。合併後、加茂川町大字下土井・富永・和田・井原となる[2]。

### 地名の由来
往古の長田荘にちなむ。

## 産業
- 農業、むしろ、縄[2]

## 教育
- 1898年（明治31年）富永小学校を長田尋常小学校に改名[2]。1911年（明治44年）高等科を併置[2]。1947年（昭和22年）長田小学校に改称[2]。